# لیکلند تریر
لیکلند تریر (به انگلیسی: Lakeland Terrier)، نام یکی از نژادهای سگ است که خاستگاه آن به بریتانیا (انگلستان) بازمی‌گردد.